# 정보통신공제조합
정보통신공제조합(情報通信共濟組合, Information & Communication Financial Cooperative)은 공사업자 간의 협동조직을 통하여 자율적인 경제활동을 도모하고, 공사업의 경영에 필요한 각종 보증과 자금융자 등을 하기 위하여 설립된 법인이다. 서울특별시 서초구 서초대로 314에 위치하고 있다.

## 설립 근거
- 정보통신공사업법 제45조[1]

## 연혁
- 1988년 3월 31일: 설립등기
- 1988년 3월 22일: 창립총회 개최
- 1997년 8월 29일: 조합명칭 변경 (전기통신공제조합 -> 정보통신공제조합)

## 조직
- 감사(비상근)
  - 감사실

### 총회
- 이사회

#### 이사장

##### 부이사장
- 경영이사
  - 경영지원본부
    - 기획조정부
    - 총무관리부
    - 재무회계부
- 영업이사
  - 영업지원본부
    - 영업지원부
    - 채권관리부
    - 전산지원부
    - 서울강남지점
    - 서울강북지점
    - 경기지점
    - 부산지점
    - 경북지점
    - 충남지점
    - 전남지점
    - 인천지점
    - 강원지점
    - 전북지점
    - 충북지점
    - 제주지점

  - 금융사업본부
    - 신사업금융부
    - 공제사업부

## 같이 보기
- 행정공제회
- 경찰공제회